# يوان جينغ
يوان جينغ (بالصينية: 袁静) هي لاعبة رماية صينية، ولدت في 27 مارس 1987 في ووشي في الصين.

## وصلات خارجية
- يوان جينغ على موقع أوليمبيديا (الإنجليزية)
- يوان جينغ على موقع اللجنة الأولمبية الصينية (الإنجليزية)